# Institut national supérieur de formation agroalimentaire
Créé en 1990 à Rennes sur le campus de l'ENSAR, l'Institut National Supérieur de Formation Agroalimentaire (INSFA), école d'ingénieurs française, forme des cadres supérieurs du secteur agroalimentaire. 
En 2004, la création de l'Institut National Supérieur et de Recherche Agronomique et Agroalimentaire, baptisé Agrocampus Rennes, permet de regrouper au sein d'un établissement unique l'ensemble des formations agronomiques et agroalimentaires (ENSAR et INSFA) dispensées sur le site.
Le 1er juillet 2008, Agrocampus Rennes et l'Institut National d'Horticulture (INH) d'Angers fusionnent pour donner naissance à Agrocampus Ouest.
Implanté sur 2 Centres de Formation recherche (Angers et Rennes), AGROCAMPUS OUEST délivre désormais le diplôme d'ingénieur AGROCAMPUS OUEST dans 4 spécialités : 
- ingénieur agronome à Rennes
- ingénieur en agroalimentaire à Rennes
- ingénieur en horticulture à Angers
- ingénieur en paysage à Angers

AGROCAMPUS OUEST est la seule école publique française à proposer une formation d'ingénieur en agroalimentaire accessible directement après le baccalauréat.

## Spécialités
- Spécialité Industrie agroalimentaire
  - Option "Science des aliments et procédés industriels" (SAPI)
  - Option "Science et technologie laitières" (STL)
- Spécialité "Marketing Production Coordination" (MPC)
- Spécialité Statistique Appliquée